# Holmtjärnen (Frostvikens socken, Jämtland, 716024-144058)
Holmtjärnen är en sjö i Strömsunds kommun i Jämtland och ingår i Ångermanälvens huvudavrinningsområde. Sjön har en area på 0,132 kvadratkilometer och ligger 589,2 meter över havet. Holmtjärnen ligger i Frostvikenfjällen Natura 2000-område.

## Delavrinningsområde
Holmtjärnen ingår i det delavrinningsområde (716017-143961) som SMHI kallar för Utloppet av Holmtjärnen. Medelhöjden är 597 meter över havet och ytan är 1,2 kvadratkilometer. Det finns inga avrinningsområden uppströms utan avrinningsområdet är högsta punkten. Vattendraget som avvattnar avrinningsområdet har biflödesordning 4, vilket innebär att vattnet flödar genom totalt 4 vattendrag innan det når havet efter 300 kilometer. Avrinningsområdet består mestadels av skog (56 procent) och kalfjäll (27 procent). Avrinningsområdet har 0,2 kvadratkilometer vattenytor vilket ger det en sjöprocent på 16,8 procent.